# Lenkwaffenkreuzer

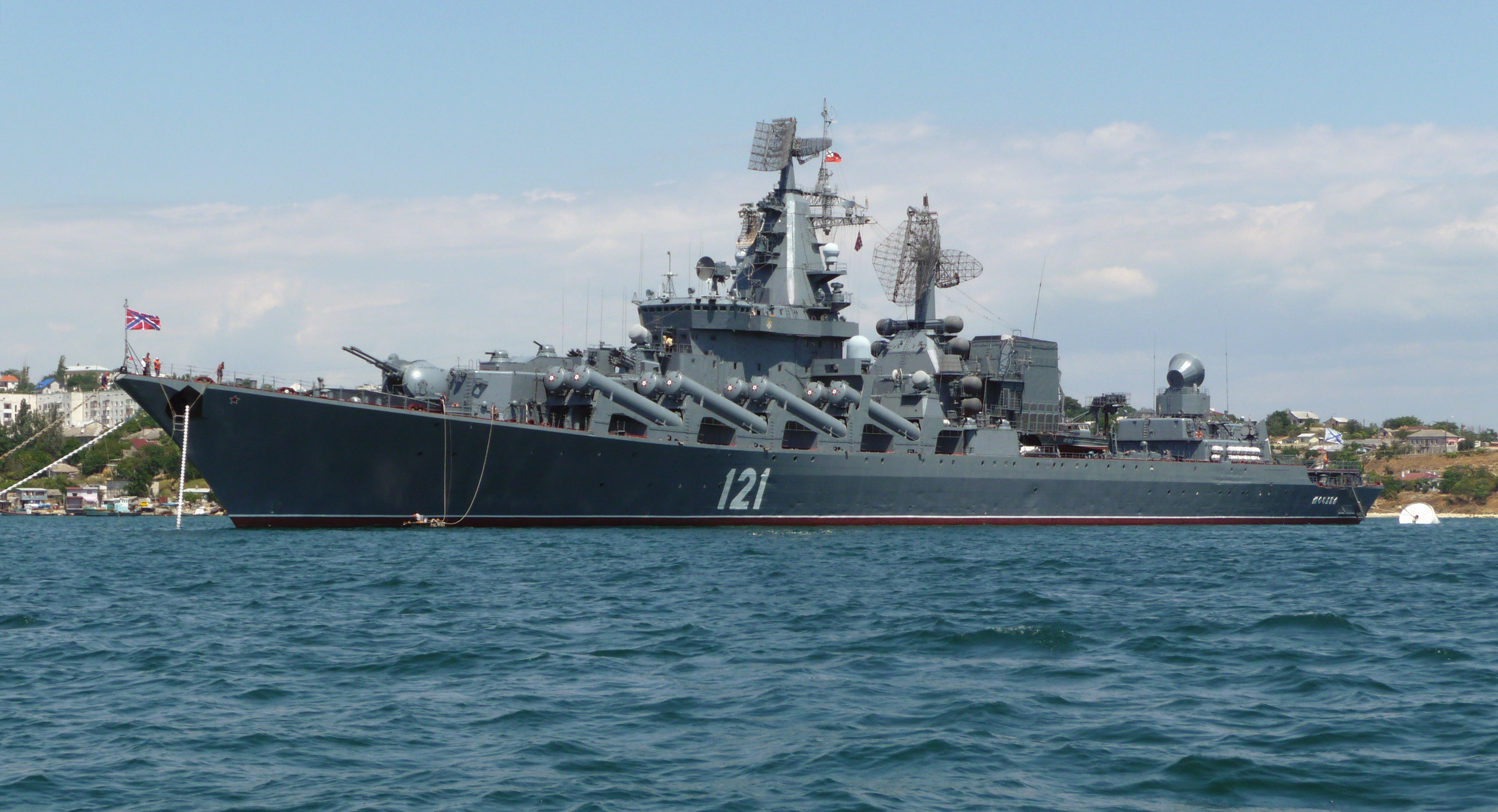
Der russische Lenkwaffenkreuzer Moskwa

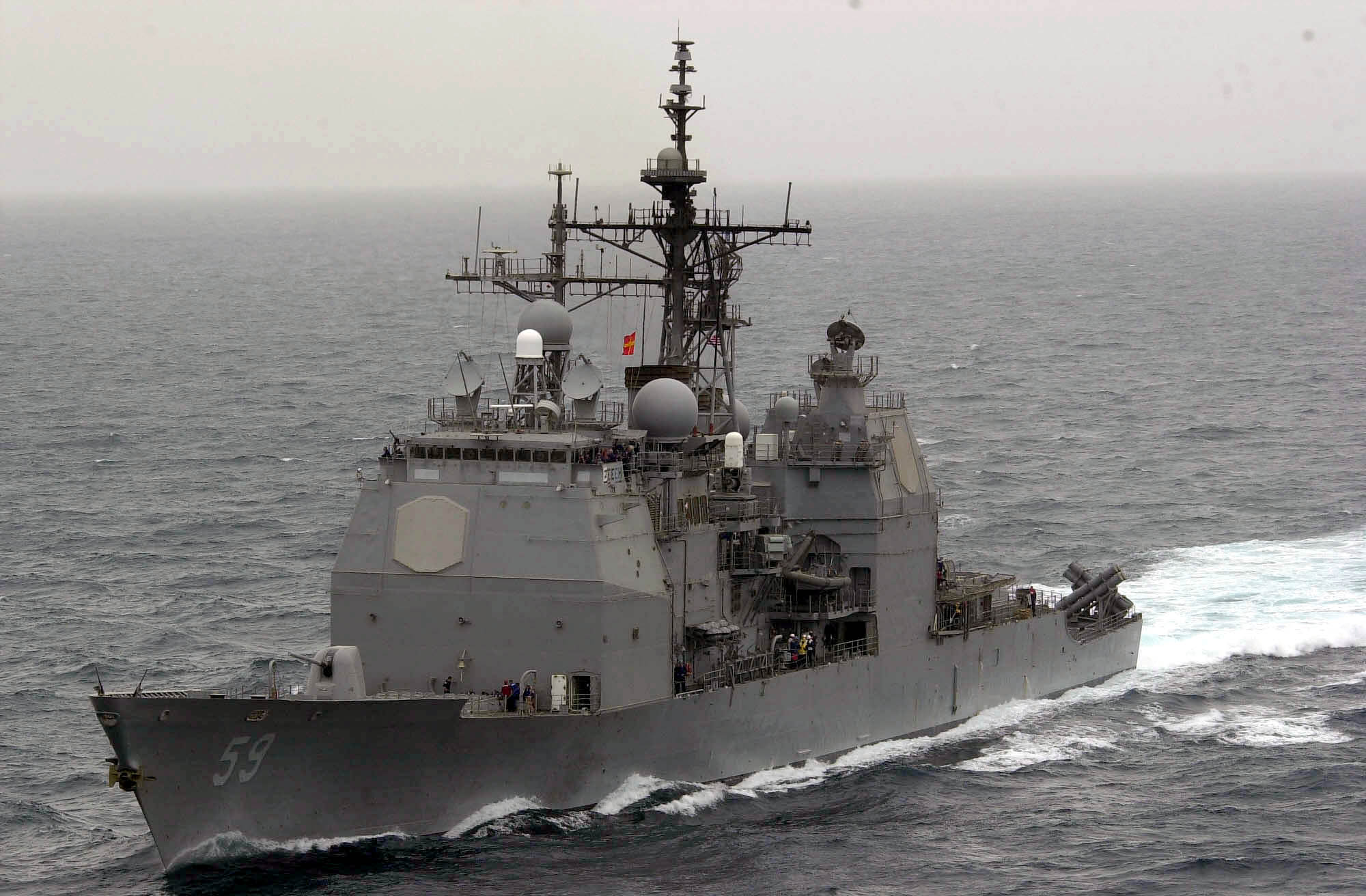
Der Lenkwaffenkreuzer Princeton der Ticonderoga-Klasse der US Navy auf hoher See

Ein Lenkwaffenkreuzer – oft auch nur Raketenkreuzer genannt – ist ein mittelgroßes Kriegsschiff, das mit lenkbaren Raketen bewaffnet ist.

## Geschichte
Die Gattung der Lenkwaffenkreuzer (englisch guided missile cruiser) entstand durch Umbauten von Kreuzern. Hier wurden bei den ersten Schiffen die hinteren Geschütztürme gegen eine Startanlage und ein Magazin für die Lenkflugkörper ersetzt. Erstes Schiff dieser Serie von Umbauten war die Boston, die nach ihrem Umbau (ehemals Baltimore-Klasse) am 1. November 1955 wieder in den Dienst der United States Navy gestellt wurde. Die Lenkflugkörper dieser ersten Generation moderner Raketenkreuzer richteten sich gegen Bedrohungen aus der Luft. In den folgenden Jahren wurden noch Cleveland-Klasse-Kreuzer mit Lenkwaffen ausgerüstet. Die Long Beach, 1957 auf Kiel gelegt, war in zweierlei Hinsicht eine Neuerung im Kriegsschiffbau. Sie war das erste als Lenkwaffenkreuzer geplante und gebaute Schiff und zugleich der erste Atomkreuzer der Welt. Hier plante die Navy ursprünglich, einen reinen Lenkwaffenkreuzer ohne jegliche Rohrwaffen zu produzieren, wurde aber von Präsident John F. Kennedy angewiesen, wenigstens Seezielgeschütze zu installieren. Ab 1959 begann dann mit der Leahy-Klasse der erste Serienbau.
Heute dienen Lenkwaffenkreuzer insbesondere der Flugabwehr, sie sind aber auch Träger von hochpräzisen Marschflugkörpern wie dem BGM-109 Tomahawk.
Als die modernsten ihrer Klasse gelten die Ticonderoga-Klasse der USA und das russische Projekt 1144 (Kirow-Klasse). Die Kreuzer der Kirow-Klasse gelten 2022 nach den Flugzeugträgern als größte aktive Überwasserkampfschiffe der Welt. Ab 2007 wurde ein neuer Kreuzertyp mit der Bezeichnung CG(X) für die US Navy entwickelt. Dieses Programm wurde jedoch im Jahr 2010 aus Kostengründen eingestellt.